# Sophie van Biene
Sophia van Biene, ook wel Fie van Biene, (Rotterdam, 13 januari 1852 - Amsterdam, 11 mei 1907) was een Nederlands actrice.
Ze was dochter van Joseph (Abraham) van Biene en Eva van Noorden. Ze was indirect familie van theaterexploitant Charles van Biene. Vanaf 1888 was ze getrouwd met tenor Désiré Pauwels (uit Gent), hun zoon François Pauwels werd advocaat en schrijver.
Ze stond al als tienjarige op het toneel (Nieuwe Schouwburg, Kruiskade, Rotterdam, titelrol in De vrouwelijke deserteur, vermoedelijk onder leiding van haar oudere zus Mietje van Biene). Ze was verbonden aan het gezelschap van Le Gras, Van Zuylen en Haspels (Antoine le Gras, Willem van Zuylen, Derk Haspels), waarbij ze de rol van bruid vertolkte in De bruid daarboven van Multatuli. Daarna volgde een toneelgezelschap van Victor Driessens in Antwerpen en vanaf 1878 tot 1906  Koninklijke Vereeniging Het Nederlandsch Tooneel in Amsterdam. Ze was er collega van Maria Kleine-Gartman en Theo Mann-Bouwmeester. Het gezelschap kwam te werken in de Amsterdamse Stadsschouwburg. In 1899 vierde ze haar 25-jarige jubileum aan het toneel.
Haar naam dook tot in de jaren zestig van de 20e eeuw op in verhalen over haar zoon François die volgens overlevering zijn presentatie aan de balie van vader en moeder had geërfd en in de geschiedenis van de Stadsschouwburg dan wel Nederlands Toneel.
Ze overleed op 53-jarige leeftijd aan een hartkwaal. Een olieverfportret van haar in haar rol in Madame Sans-Gêne van Victorien Sardou/Émile Moreau gemaakt door Thérèse Schwartze hangt of hing in de Stadsschouwburg. Haar overlijden was landelijk nieuws. Ze werd begraven op Zorgvlied, haar grafsteen vermeldt abusievelijk 1854 als geboortejaar.